# Griekwastad
Griekwastad (ursprünglich Klaarwater, dann Griquastad, englisch auch Griquatown) ist ein Ort in der südafrikanischen Provinz Nordkap. Er liegt in der Gemeinde Siyancuma im Distrikt Pixley ka Seme. Er ist die erste von Europäern gegründete Siedlung in Südafrika nördlich des Oranje.

## Geographie
Griekwastad hat 6428 Einwohner (Stand 2011). Rund 60 Prozent der Einwohner zählten sich 2011 zu den Coloureds, 95,3 Prozent gaben Afrikaans als hauptsächlich verwendete Sprache an. Der Ort liegt in einer relativ flachen Umgebung mit aridem Klima.

## Geschichte

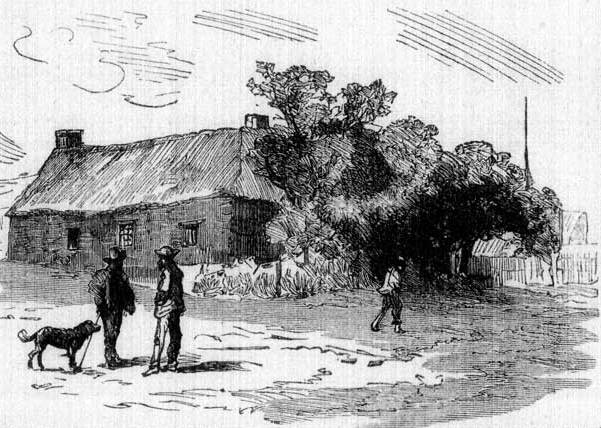
Szene um 1820

Der Ort wurde etwa 1812 gegründet und ist damit der älteste von Europäern gegründete Ort des südlichen Afrika nördlich des Oranje. Gründer waren zwei Missionare der London Missionary Society (LMS). Die erste Missionsstation der Region, Leeuwenkuil, hatten sie 1801 gegründet; das Gebiet erwies sich aber als zu trocken. Sie gründeten daraufhin flussaufwärts den Ort Klaarwater, den sie ab 1813 Griquastad nannten. Am Ort lebten vor allem Griqua, darunter die beiden Anführer Andries Waterboer und Adam Kok II, die das Gebiet verwalteten. Von 1813 bis 1871 wurde das Gebiet um die Stadt als Waterboer’s Land bezeichnet. 1826 zog Adam Kok II. mit seinen Anhängern nach Philippolis zu einer weiteren Missionsstation der LMS.
Von 1871 bis 1880 war Griquatown Hauptstadt der britischen Kolonie Griqualand West, die 1880 Teil der Kapkolonie wurde. 1878 fand eine Rebellion der Griqua gegen die Briten statt, die nach einigen Tagen blutig niedergeschlagen wurde. Rund 100 Griqua wurden dabei getötet.

## Wirtschaft und Verkehr
Zu den Erwerbszweigen gehören die Schafzucht und der Förderung von Schmucksteinen, vor allem Tigerauge und Jaspis.
Griekwastad liegt an der N8, die von Groblershoop im Westen nach Kimberley im Osten führt, sowie an der R386, die Postmasburg im Norden mit Prieska im Süden verbindet.

## Sehenswürdigkeiten
Ein Museum beschäftigt sich mit Mary Moffat, der Frau des Afrikaforschers David Livingstone, die 1821 in Griquastad geboren wurde. Im Ort steht ein Baum, an dem Andries Waterboer Todesurteile durch Hängen vollstrecken ließ.